# Phare de l'île Mocha
Le phare de l'île Mocha  (en espagnol : Faro Isla Mocha) est un phare actif situé sur l'île Mocha au large de Tirúa, (Province d'Arauco), dans la région du Biobío au Chili.
Il est géré par le Service hydrographique et océanographique de la marine chilienne dépendant de la Marine chilienne.

## Histoire
L'île Mocha est une île située à 34 km à l'ouest de Tirúa. Environ la moitié de l'île est une réserve naturelle, la Réserve nationale Isla Mocha qui est devenue une destination prisée des écotouristes. Il y a un service aérien régulier de Conceptión et de Tirúa. 
Le phare, mis en service en 1896, se trouve sur un promontoire rocheux du côté ouest de l'île.

## Description
Le phare  est une tour cylindrique en béton, avec une galerie et une lanterne de 13 m de haut. La tour est peinte en blanc avec une bande rouge et la lanterne est gris métallique. Il émet, à une hauteur focale de 30 m, un éclat blanc par période de 15 secondes. Sa portée n'est pas connue. 
Identifiant : ARLHS : CHI-024 - Amirauté : G1751 - NGA : 111-1490 .
|           |
| Île Mocha |

|          |
| Le phare |

### Lien connexe
- Liste des phares du Chili